# Stora Enso

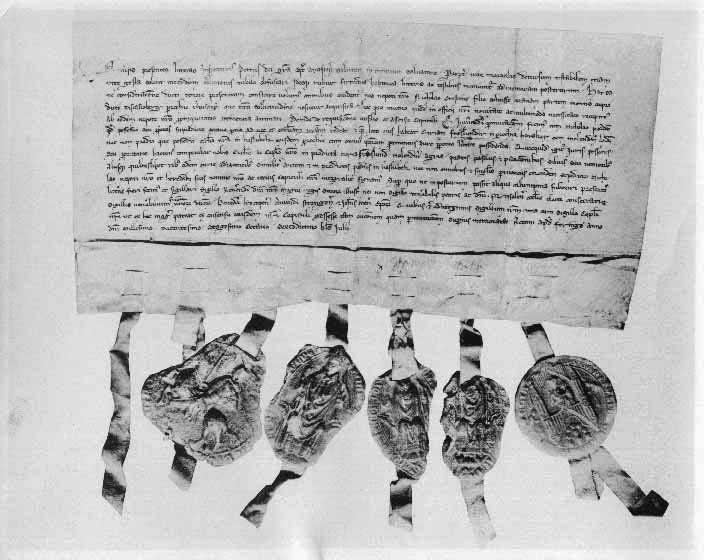
1/8 Anteil am Bergwerk von Falun, 1288

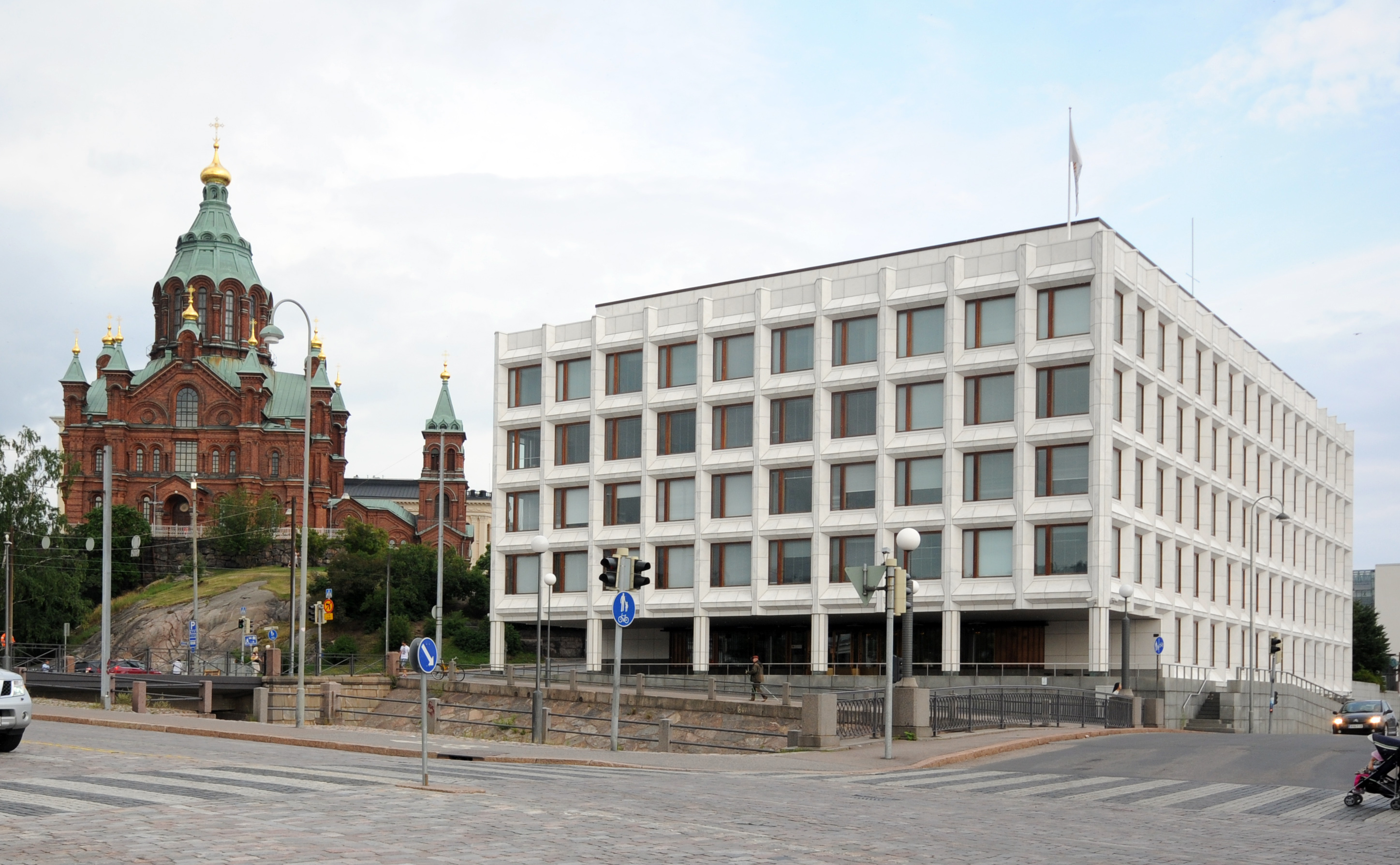
Hauptquartier von Stora Enso im Stadtzentrum von Helsinki; Architekt: Alvar Aalto 1962

Stora Enso (schwedisch [stu:ra] und finnisch [enso]) ist ein finnisch-schwedischer Konzern und – gemessen an der Produktionskapazität – das zweitgrößte Forstunternehmen der Welt sowie einer der größten Papier- und Verpackungsmittelhersteller. Sitz der Gesellschaft ist Helsinki in Finnland.
Das Unternehmen beschäftigt Mitarbeiter in mehr als 50 Ländern auf fünf Kontinenten und verfügt über eine Produktionskapazität von 13,1 Millionen Tonnen Papier und Karton sowie 7,5 Millionen Kubikmetern Schnittholzprodukten, von denen 3,2 Millionen Kubikmeter intern weiterverarbeitet werden. Die Stora-Enso-Aktien werden an den Wertpapierbörsen von Helsinki (OMX Helsinki 25) und Stockholm gehandelt.

## Geschichte
Der Grundstein für die Geschichte der Stora war der Erwerb einer Kupfererz-Abbaukonzession durch den schwedischen Bischof Peter im Jahr 1288. Sieben Jahrhunderte lang war der Kupferabbau im Bergwerk von Falun Kerngeschäft der Gesellschaft, die seit dem Jahr 1862 den Namen „Stora Kopparbergs bergslag“, kurz „Stora“, trägt. Erst seit Beginn des 20. Jahrhunderts betätigte sich die Firma zunehmend in den Bereichen Holzeinschlag und Papierproduktion. Im Jahr 1990 expandierte die Stora auf den deutschen Markt durch Übernahme des deutsch-schwedischen Feldmühle-Konzerns.
Die finnische Firma Enso wurde 1872 als Sägemühle „W. Gutzeit & Co“ gegründet und trägt seit dem Jahr 1924 nach dem Industrieort Enso (heute Swetogorsk) den Namen „Enso-Gutzeit“. Im Jahr 1997 übernahm „Enso“ die deutsche Papierfirma E. Holtzmann.
Die österreichische Schweighofer Holzindustrie entstand aus einem bis 1642 zurückreichenden Familienunternehmen. Gerald Schweighofer formte daraus in den 1990er-Jahren eines der größten Sägeunternehmen Europas. Im Oktober 1998 vereinigten sich Stora, Enso und Holzindustrie Schweighofer zur Stora Enso, wobei die Sägewerke zum Bereich Stora Enso Timber gehören. Zum Zeitpunkt der Fusion war Stora Enso mit einem Umsatz von 60 Mrd. Finnmark und einer Produktionskapazität von 12.700 Tonnen der weltweit größte Papierkonzern.  Im September 2001 übernahm Stora Enso Timber die 26 % Anteile von Holzindustrie Schweighofer.
2004 wurde die polnische Intercell-Gruppe übernommen. Damit besitzt Stora Enso ein weiteres Werk für Verpackung (Kraftpapiere) in Polen. 2006 wurde von Papyrus, dem Papier- und Verpackungsgroßhandelszweig von Stora Enso, die deutsche Schneidersöhne-Gruppe übernommen, womit Stora Enso zum zweitgrößten Papierhändler in Europa aufstieg. Ende April 2008 verkaufte Stora Enso Papyrus zu 100 % an die schwedische Finanzinvestmentgesellschaft Altor. Die Verkaufsvereinbarung beinhaltete auch eine langfristige Papierliefervereinbarung zwischen Stora Enso und Papyrus.
Am 29. März 2022 gab Stora Enso den geplanten Verkauf der vier Papierfabriken Maxau, Anjala, Hylte und Nymölla bekannt. Am 1. März 2023 wurde der Verkauf der Papierfabrik in Maxau bei Karlsruhe an die Schwarz Produktion abgeschlossen.

## Produktionsstandorte

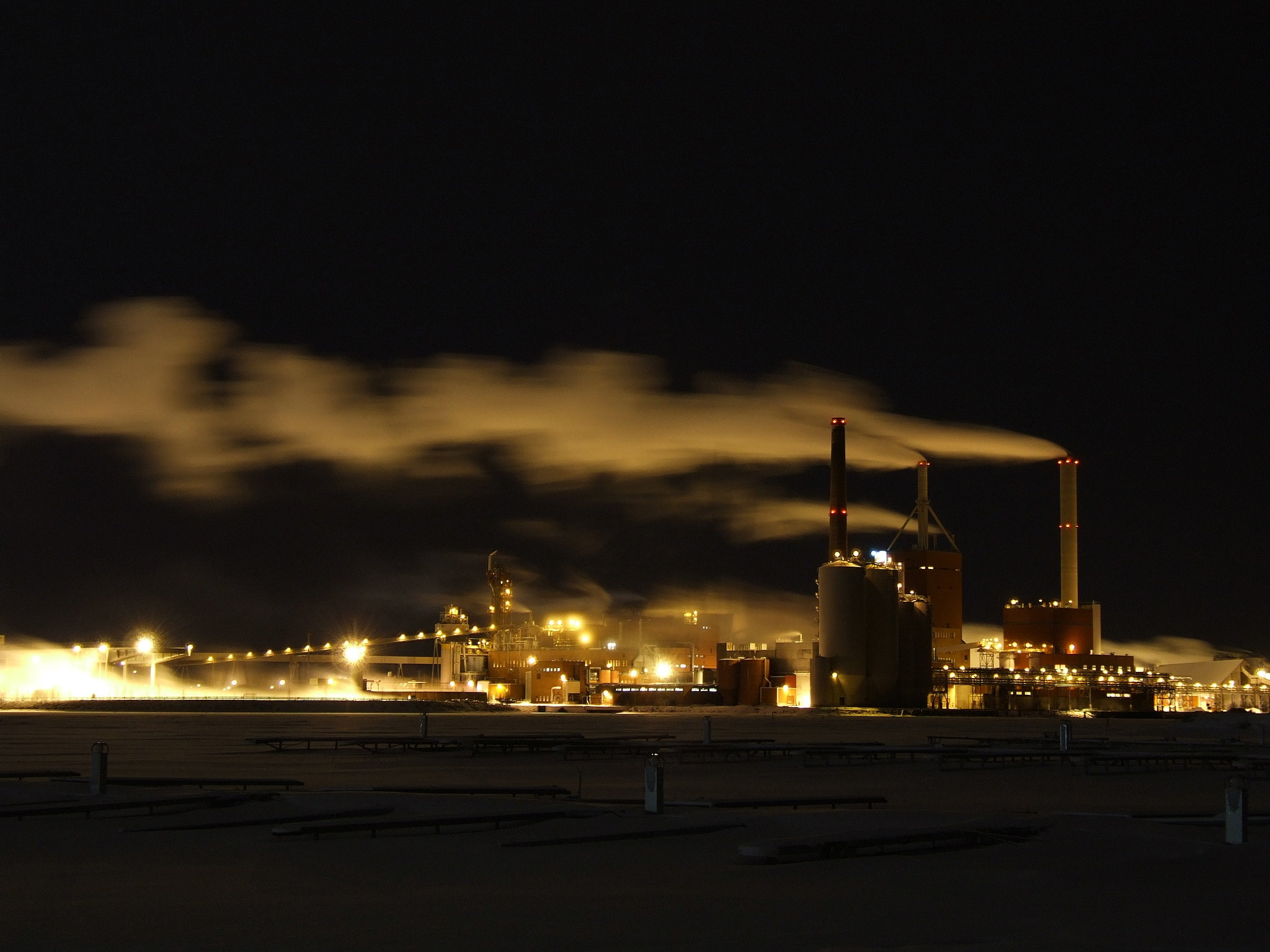
Papierfabrik in Oulu bei Nacht

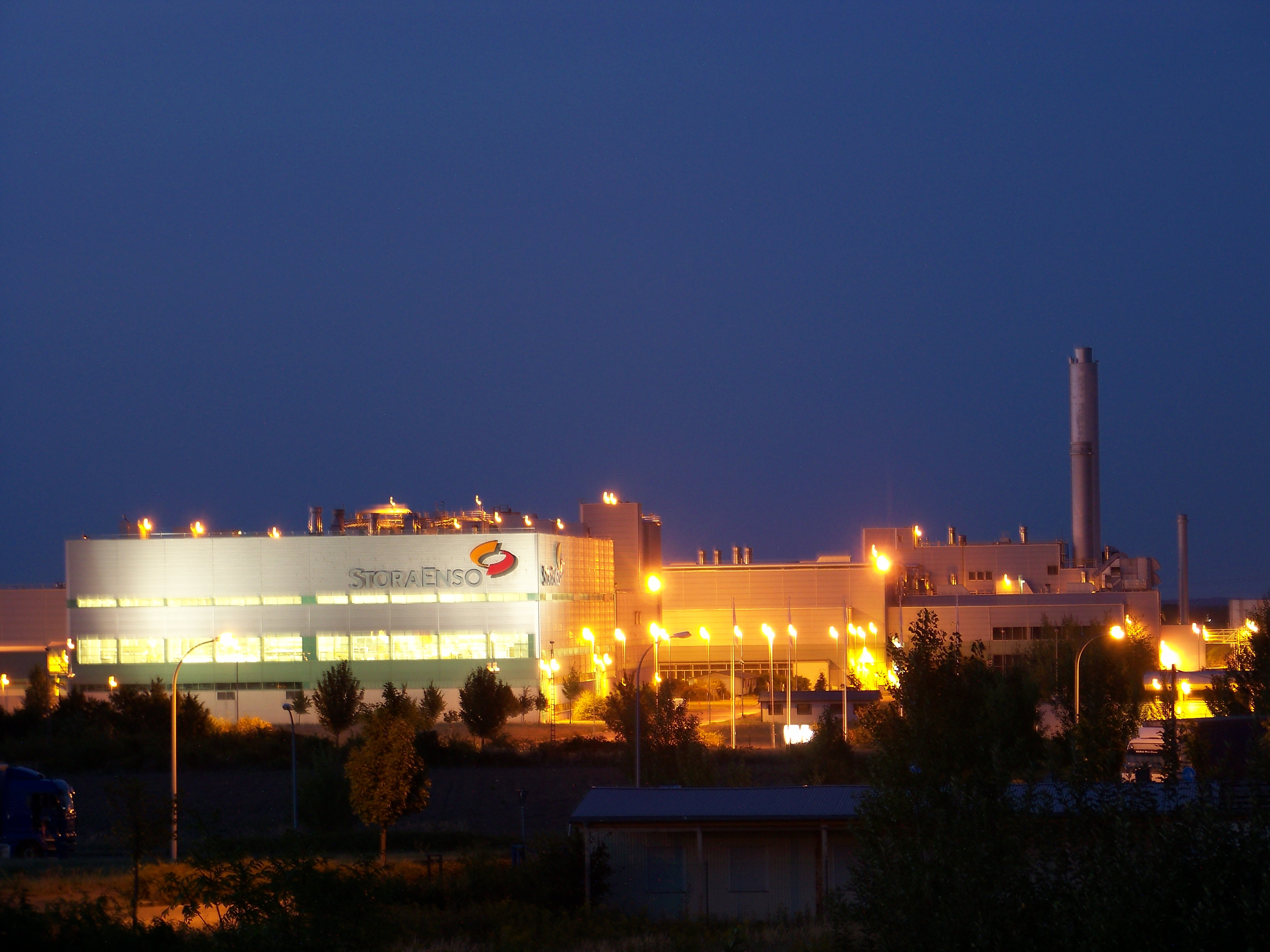
Stora-Enso-Papierfabrik in Eilenburg

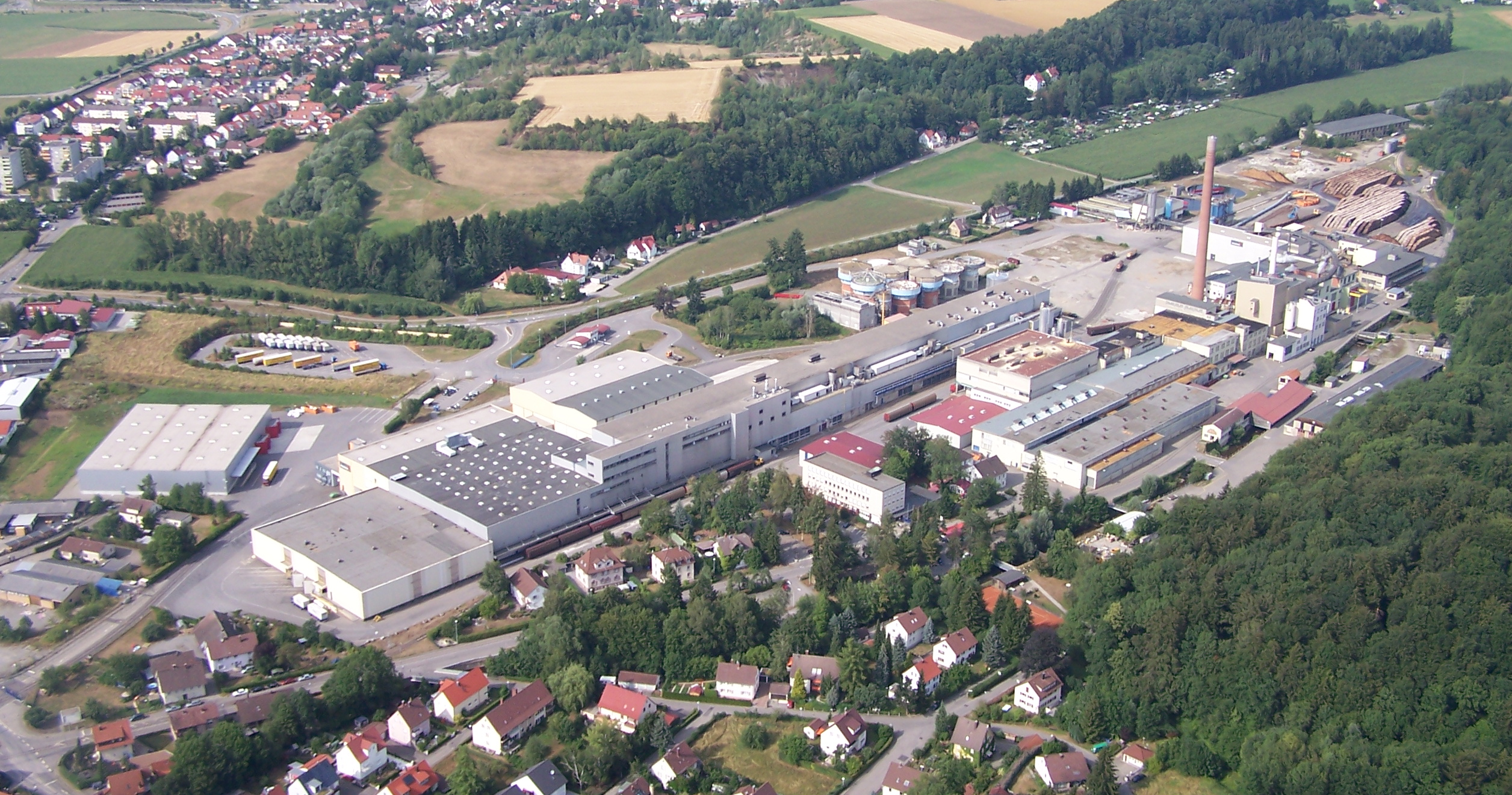
Stora Enso in Baienfurt

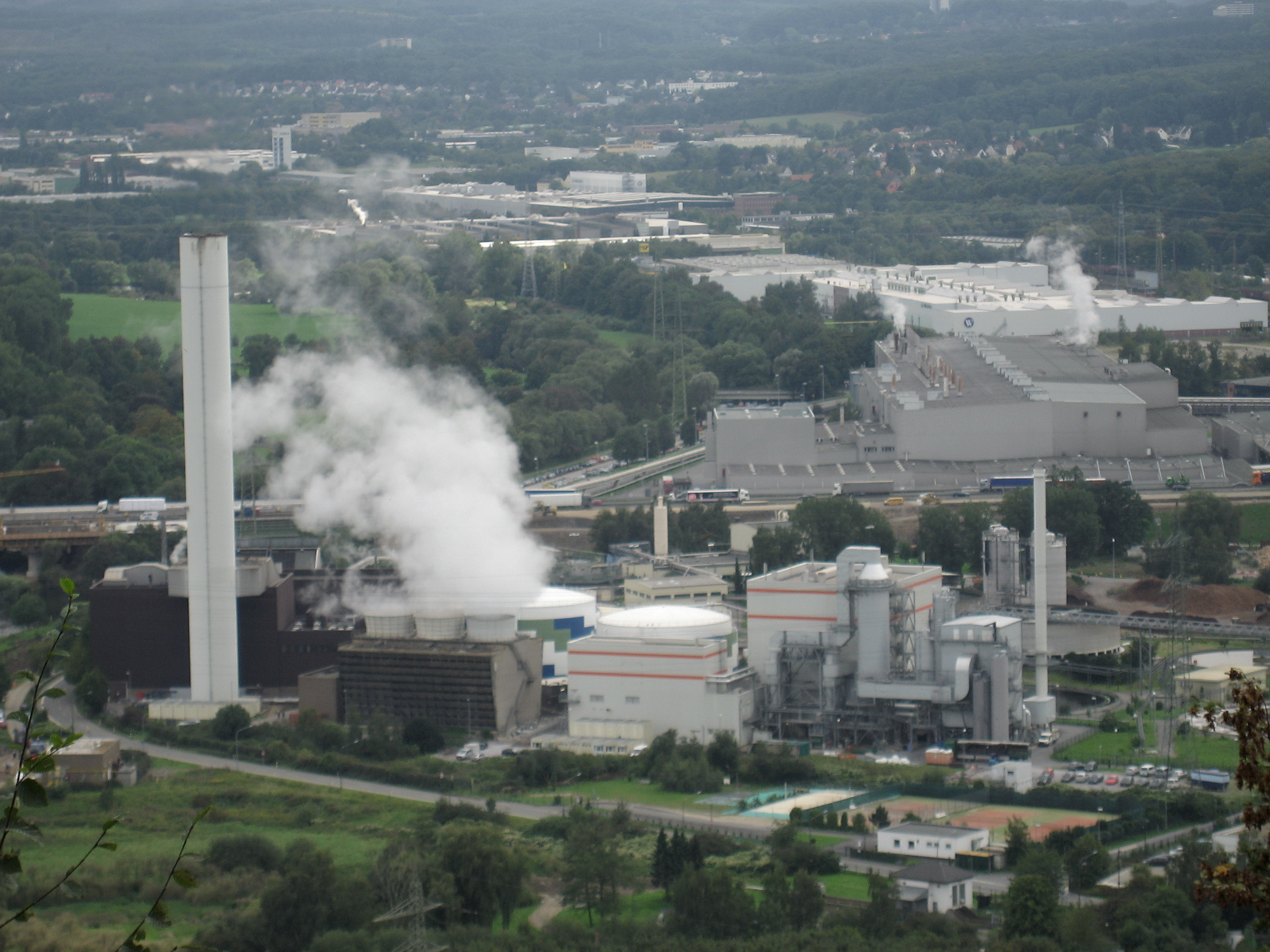
Stora Enso in Hagen (rechts, hinter dem Heizkraftwerk)

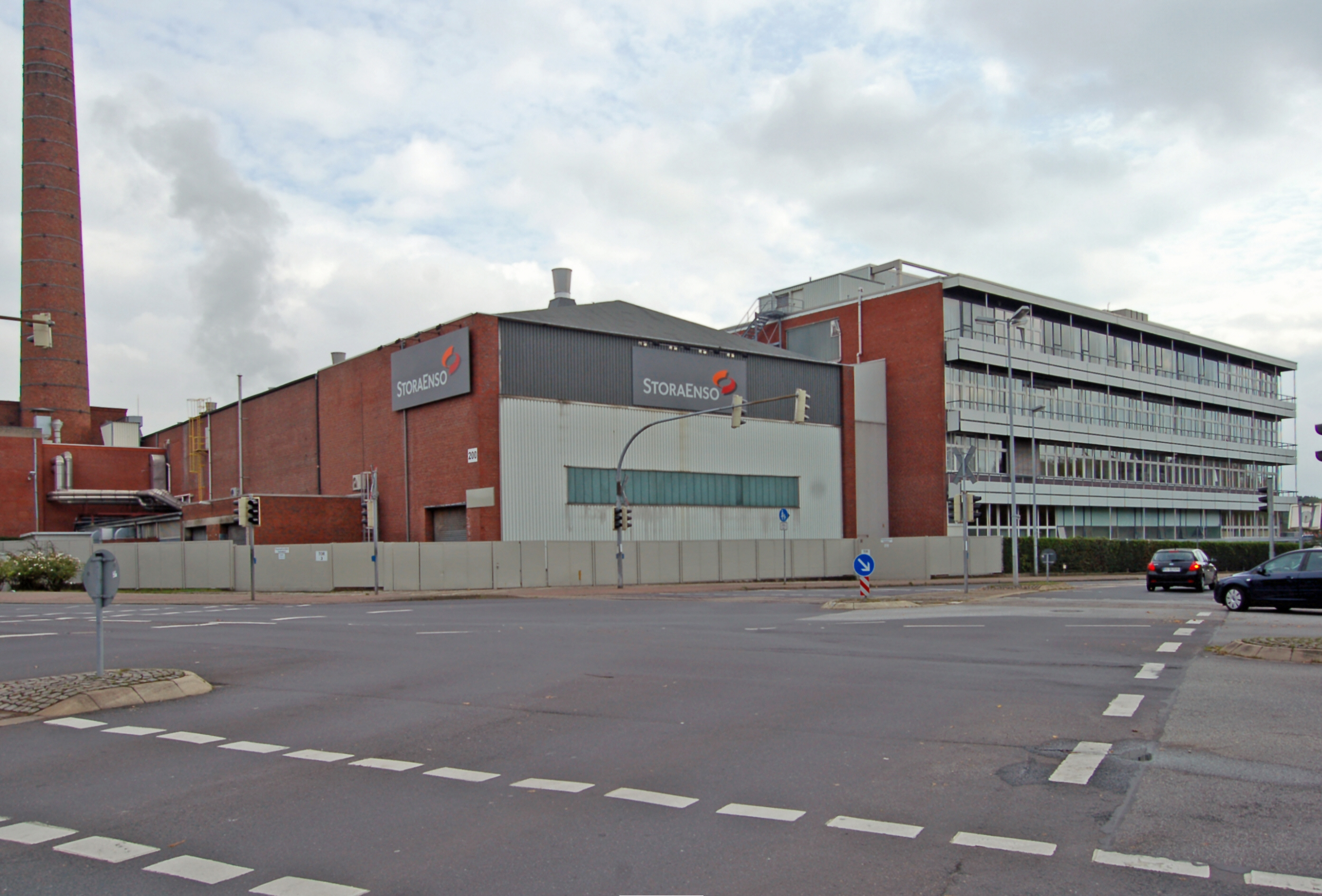
Stora Enso in Uetersen

### Weltweit
2008: Die Produktion von Papier und Karton teilt sich auf folgende Länder auf:
- Finnland 43 %
- Schweden 25 %
- Deutschland 17 %
- Belgien 4 %
- Volksrepublik China 3 %
- andere Länder 8 %

Die Produktionskapazität von Papier und Karton mit 12,1 Millionen Tonnen für 2013 teilt sich auf folgende Länder auf:
- Finnland 38 %
- Schweden 28 %
- Deutschland 13 %
- Volksrepublik China 4 %
- Brasilien 2 %
- andere Länder 15 %

### Deutschland
Stora Enso hatte 1998 in Deutschland 4200 Beschäftigte, 20 Jahre später blieben davon nur noch 1600 Mitarbeiter. Rund 13 Prozent der Kapazität und Umsätze des Konzerns entfallen auf die Bundesrepublik Deutschland mit einer Produktionskapazität von 2,3 Millionen Tonnen Karton und Papier (2001). Am 10. September 2008 veröffentlichte Stora Enso ein umfassendes Restrukturierungsprogramm. Hiervon waren auch die deutschen Standorte betroffen.

#### Aktive Standorte
Die Standorte des Konzerns verteilen sich auf
- Düsseldorf: Verkaufsbüro und Holzeinkauf
- Lübeck: Formatausrüstung von Faltschachtelkarton

#### Ehemalige Standorte und Produktionsanlagen
- Das Werk Düsseldorf-Reisholz mit zwei Papiermaschinen wurde zum Jahresende 2007 geschlossen.
- Werk Baienfurt: Stilllegung der Kartonmaschine zum Jahresende 2008 (210.000 t/a).[9] Am Standort Baienfurt verblieb damit nur ein Schneidcenter mit 40 Mitarbeitern, das 2018 an das finnische Unternehmen Pyroll Group Oy verkauft wurde.[10]
- Werk Hagen: Stilllegung der Papiermaschine 3 zum Jahresende 2008 (140.000 t/a). 2016 Verkauf des Werks für gestrichene holzhaltige Papiere mit 540 Mitarbeitern an die neu gegründete Hagen-Kabel Pulp & Paper GmbH.[11]
- Werk Maxau: Stilllegung der Papiermaschine 7 zum Jahresende 2010 (190.000 t/a), Abbau von 180 Arbeitsplätzen
- Uetersen: holzfreie, mehrfach gestrichene Bilderdruckpapiere und einseitig gestrichene, nassfeste Etikettenpapiere. Das Werk ist seit 2015 als Feldmuehle Uetersen GmbH selbstständig.[12]
- Forbach, Weisenbach: Ehemalige Werke der E. Holtzmann & Cie. (stillgelegt)
- Pfarrkirchen: Holzverarbeitungsbetrieb. Das Werk ist seit 2020 als Lignopan Holzwerke Pfarrkirchen GmbH wieder selbstständig.[13]
- Sachsen Mill in Eilenburg: Recycling-Zeitungsdruckpapier. Verkauft und umbenannt in Model Sachsen Papier GmbH.
- Karlsruhe-Maxau: Magazinpapier
  - Ehemals E. Holtzmann & Cie.[14] Die Zeitungspapierproduktion in Maxau wurde 2010 eingestellt.[15] Die Zahl der Mitarbeiter sank zwischen 2008 und 2012 von etwa 720[16] auf etwa 450.[17] Der Standort wurde Anfang 2023 an Schwarz Produktion, eine Tochter der Schwarz Gruppe, zu verkauft.[18][19]

### Österreich
Drei der etwa 25 Sägewerke stehen in Österreich:
- Ybbs, NÖ. (460 Mitarbeiter, das größte Sägewerk des Konzerns, 1983 erbaut, produziert Cross Laminated Timber (CLT), Brettsperrholz)
- Brand, NÖ. (war das Stammsägewerk der Familie Schweighofer)
- Bad St. Leonhard, Kärnten

Bis 2015 aktiv war:
- Sollenau, NÖ. (Einstellung des Sägebetriebes zum Ende des 1. Quartales 2014, der Hobelwaren- und Leimholzproduktion mit Ende des 2. Quartales 2015, stellte Beams, Leimholzbinder her.)[21][22]

### Schweden
- Fors Mill: Faltschachtelkarton

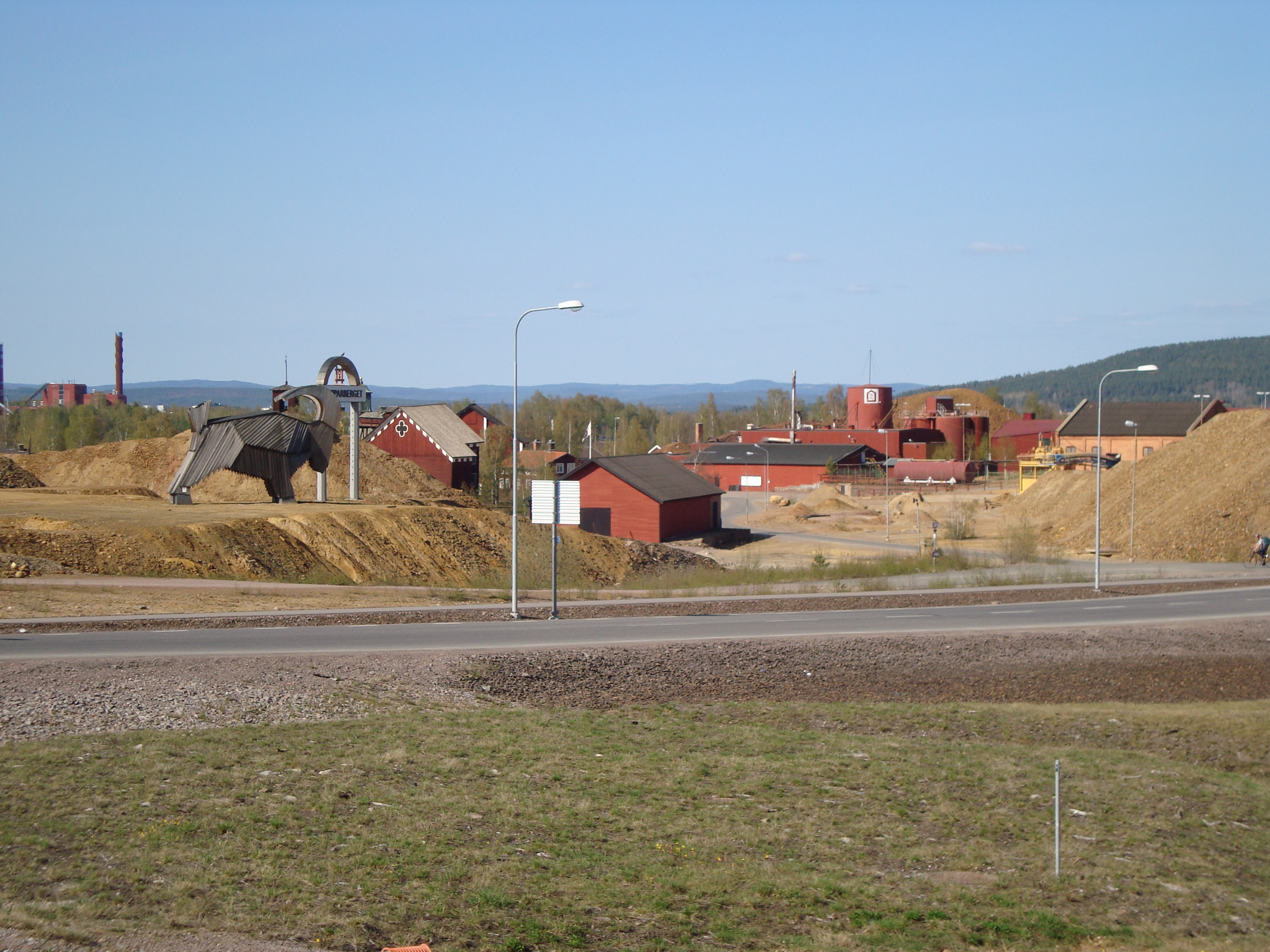
Heutiges Farbenwerk der Stora Kopparbergs Bergslags AB am ehemaligen Bergwerk von Falun, 2009

- Hylte Mill, Hyltebruk: (aktuell Jan. 2020 ca. 220 Mitarbeiter), Zeitungsdruckpapier
  - 2012: Stilllegung der PM 1
  - Mai 2013: Stilllegung der PM 2 mit einer Kapazität von 205.000 Tonnen Zeitungsdruckpapier pro Jahr
- Jönköping Mill
- Kvarnsveden Mill
  - Mai 2013: Stilllegung der PM 11 mit einer Kapazität von 270.000 Tonnen Zeitungsdruckpapier pro Jahr
- Nymölla Mill
- Skene Mill
- Skoghall Mill: Faltschachtelkarton
- Skutskär Pulp Mill
- Vikingstad Mill

### Polen
- Ostrołęka: Verpackungspapier
- Murow: Sägewerk

## Kennzahlen
|                           | 2007    | 2008    | 2009    | 2010    | 2011    | 2012    | 2013   | 2014   | 2015   | 2016   | 2017   | 2018   | 2019   | 2020   |
| ------------------------- | ------- | ------- | ------- | ------- | ------- | ------- | ------ | ------ | ------ | ------ | ------ | ------ | ------ | ------ |
| Umsatzerlöse (Mio. €)     | 11.849  | 11.029  | 8.945   | 10.297  | 10.965  | 10.837  | 10.563 | 10.213 | 10.040 | 9.802  | 10.045 | 10.486 | 10.055 | 8.553  |
| EBIT (Mio. €)             | –       | –       | –       | 797     | 867     | 630     | 578    | 810    | 915    | 884    | 1.004  | 1.325  | 953    | 650    |
| Gewinn (Mio. €)           | 113,3   | 148,7   | 59,0    | 87,3    | −299,3  | −476,9  |        |        |        |        | 614    | 988    |        |        |
| Eigenkapital (Mio. €) (a) | 691,5   | 841,1   | 865,5   | 922,9   | 630,8   | 117,8   |        |        |        |        | 6.055  | 6.732  |        |        |
| Bilanzsumme (Mio. €) (a)  | 1.704,5 | 2.120,6 | 2.217,1 | 2.635,3 | 2.277,8 | 1.333,6 |        |        |        |        | 11.770 | 12.849 |        |        |
| Eigenkapitalquote (%) (a) | 40,6    | 39,7    | 39,0    | 35,0    | 27,7    | 8,8     |        |        |        |        | 51,4   | 52,3   |        |        |
| Mitarbeiter (a)           | 36.137  | 33.815  | 28.696  | 27.383  | 27.958  | 28.777  | 28.231 | 27.200 | 25.680 | 25.447 | 26.116 | 26.151 | 26.096 | 24.455 |
| (a) Durchschnitt          |         |         |         |         |         |         |        |        |        |        |        |        |        |        |

## Umwelt
Stora Ensos Holzeinkaufsorganisation (Division Forestproducts/Wood Supply) und ein Großteil der Werke sind nach PEFC und/oder FSC zertifiziert. Weiter wurde ein System für den Ursprungsnachweis des verwendeten Holzes eingeführt, das auch von seinen Kunden honoriert wird (zum Beispiel Axel Springer Verlag). In Deutschland stammen über 70 % des verwendeten Holzes aus PEFC- oder FSC-zertifizierter Waldwirtschaft. Die deutschen Papierfabriken verarbeiten u. a. Holz aus Deutschland und Frankreich. Zellstoff kommt in immer größerem Umfang aus den Plantagen in Lateinamerika. Hier engagiert sich Stora Enso zusammen mit den Umweltorganisation um Standards zur Zertifizierung.
Stora Enso wie auch die finnischen Unternehmen UPM-Kymmene und Metsä-Serla geraten immer wieder in die Schlagzeilen, da sie als Großkunde des finnischen Staatswaldes Holz aus Wäldern beziehen, die von Umwelt-Nichtregierungsorganisationen als Urwälder eingestuft wurden, und deren Nutzung Konflikte mit dort ansässigen Samen und der Rentierhaltung nach sich zieht.
Soweit dieses Holz in Zellstoffwerken weiterverarbeitet wird, kann es seinen Weg auch in Produkte für den deutschen Markt finden.